# 中科雷姆斯克區
67°27′N 153°42′E / 67.450°N 153.700°E
中科雷姆斯克區（俄语：Среднеколымский улус），是俄羅斯的一個區，位於該國東部，由薩哈共和國負責管轄，始建於1930年5月25日，面積125,300平方公里，2010年人口7,897，人口密度每平方公里0.06人。